# Josip Klobučar
Josip Klobučar (Veliki Rastovac - Orahovica, 13. ožujka 1948.) je profesionalni pilot, reprezentativac Jugoslavije i Hrvatske u letenju malim takozvanim športskom avionima.

## Karijera
Športska letačka karijera: najvažniji športski rezultati; prvak Balkana u reli letenju 1989., Thessaloniki-Solun, Grčka, Jugoslavije u disciplini vremenska točnost na jugoslavenskom aero reliju 1980., ekipni prvak Jugoslavije na jugaslavenskom aeroreliju - ekipa Osijeka 1986., 18. pojedinačno, 5. ekipno reprezentacija Hrvatske, na Prvim Svjetskim Zračnim Igrama (Zrakoplovna Olimpijada) - reli letenje, Antalya - Turska 1987., 6. na svijetu u preciznom slijetanju, a 24. u generalnom plasmanu na Drugim Svjetskim Zračnim Igrama, Cordoba - Španjolska 2001. prvak Hrvatske u preciznom letenju 1999., pobjednik na nekoliko memorijalnih natjecanja u preciznom letenju. 1 nastup za reprezentataciju Jugoslavije i 10 nastupa za reprezentaciju Hrvatske. Na natjecanjima letio još u Poljskoj, Mađarskoj, Austriji, Danskoj, Sjedinjenim Američkim Državama, Novom Zelandu,  Švedskoj, te u svim današnjim državama nastale raspadom bivše Jugoslavije. Prema kategorizaciji Hrvatskog Olimpijskog Odbora, vrhunski športaš Hrvatske prve kategorije 2001., treće kategorije 1995. i 1997., te četvrte kategorije 1999.
Zrakoplovna karijera u aeroklubu "Osijek" osim natjecanja, bio nastavnik-instruktor letenja - a osim aviona letio jedrilicama i ultra lakim letjelicama te napravio 340 skokova padobranom. Avionima bacao padobrance, vukao jedrilice, vukao parole, prevozio putnike, letio panoramske letove. Član Aerokluba "Osijek" od 1962.
Profesionalna letačka karijera; letio avionima u Privrednoj avijaciji "Osijek" za potrebe poljoprivrede i šumarstva, tretirao komarce, skakavce, gasio požare, prevozio putnike te letio avionima za potrebe snimanje iz zraka u Geodetskom Zavodu d.d. Osijek.
Ukupno kao pilot naletio 5.700 sati letenja te napravio 25.376 letova. Svekupno u zraku proveo više od 6.000 sati. Letio je u Africi - Alžiru i Tunisu, zatim Italiji, Ukrajini, Slovačkoj, Češkoj, Njemačkoj i Švicarskoj - poslovno letenje ili obuke.